# بوتس رايلي
بوتس رايلي (بالإنجليزية: Boots Riley) هو رابر ومنتج أسطوانات وكاتب أغاني وكاتب سيناريو ومخرج أمريكي، ولد في 1 أبريل 1971 في شيكاغو في الولايات المتحدة.

## وصلات خارجية
- بوتس رايلي على موقع IMDb (الإنجليزية)
- بوتس رايلي على موقع ألو سيني (الفرنسية)
- بوتس رايلي على موقع ميوزك برينز (الإنجليزية)
- بوتس رايلي على موقع أول ميوزيك (الإنجليزية)
- بوتس رايلي على موقع ديسكوغز (الإنجليزية)
- بوتس رايلي على موقع قاعدة بيانات الفيلم (الإنجليزية)